# Lac Inari
Pour les articles homonymes, voir Inari.
Le lac Inari, en finnois Inarijärvi, en same d'Inari Aanaarjävri, en same du Nord Anárjávri, est un lac finlandais situé dans la province et région de Laponie, dans la commune d'Inari.

## Géographie
Le lac Inari est le troisième lac de Finlande par la taille et le neuvième d'Europe. Il est gelé six mois de l'année. Situé très au nord du cercle Arctique, il est généralement gelé de novembre à début juin. La saison de croissance des végétaux dans la région du lac Inari est d'environ 125 jours (4 mois), tandis que dans les zones montagneuses voisines, elle n'est que de 90 jours (3 mois).
Le lac Inari est né comme une réalisation de l'ère glaciaire. Lorsque la glace s'est retirée il y a environ 9 000 ans, le lac Inari est resté relié à l'océan Arctique pendant un certain temps, puis il s'est fermé en conséquence du rebond post-glaciaire. Contrairement aux autres lacs de Finlande, le lac possède des fjords, une trentaine de fjords se trouvent sur la carte du lac Inari: Nanguvuono, Suolisvuono, Sarmivuono, ...
Après l’ère glaciaire, ces baies étroites en forme de fjord étaient les fjords de l’océan Arctique, mais à la suite du rebond post-glaciaire on les retrouve dans certaines  parties du lac.
Le lac Inari compte 3 318 îles, dont les plus grandes sont Mahlatti (2074 ha), Kaamassaari (2068 ha), Leviä Petäjäsaari (917 ha), Varttasaari (792 ha), Iso Jääsaari (735 ha), Hoikka Petäjäsaari (712 ha) ) et Viimaanari (692 ha). Les îles les plus connues du lac sont Hautuumaasaari (l'île du cimetière), qui servait de cimetière aux anciens Samis, et Ukonkivi la pierre d'Ukko), un lieu de sacrifice des anciens saami et Korkia-Maura. L'île de Korkia-Maura a une grotte de glace où la glace ne fond généralement pas même en été.

## Hydrographie
Les plus grands rivières qui se jettent dans le lac sont Juutuanjoki (5214 km²), Ivalojoki (3884 km²), Kirakkajoki (471 km²), Siuttajoki (319 km²), Nellimjoki (314 km²) et Surnujoki (253 km²). Le lac Inari se déverse dans la mer de Barents par le fleuve Paatsjoki.
Le niveau du lac est de 117 à 119 mètres d'altitude, et il est régulé par la centrale électrique de Kaitakoski située sur le fleuve Paatsjoki en Russie.
le lac Inari est le lac le plus profond de Finlande après le Päijänne. Son point le plus profond est à 92 mètres.

## Faune
Les poissons d'origine du lac ne comprenaient que dix espèces: truite, omble chevalier, corégone lavaret, ombre commun, grand brochet, perche commune, lotte, vairon, épinochette et épinoche.
De nos jours, il y a beaucoup de saumon dans le lac: saumon de l'Atlantique, truite, omble chevalier, touladi, corégone lavaret, corégone blanc, ombre commun et autres poissons. Une grande partie de ces poissons ont été apportés quand des peuplements de poissons ont été lancées en 1976 pour compenser les pertes causées par la régulation du lac qui a débuté dans les années 1940.

## Hommage
L'astéroïde (1532) Inari porte son nom.

## Galerie

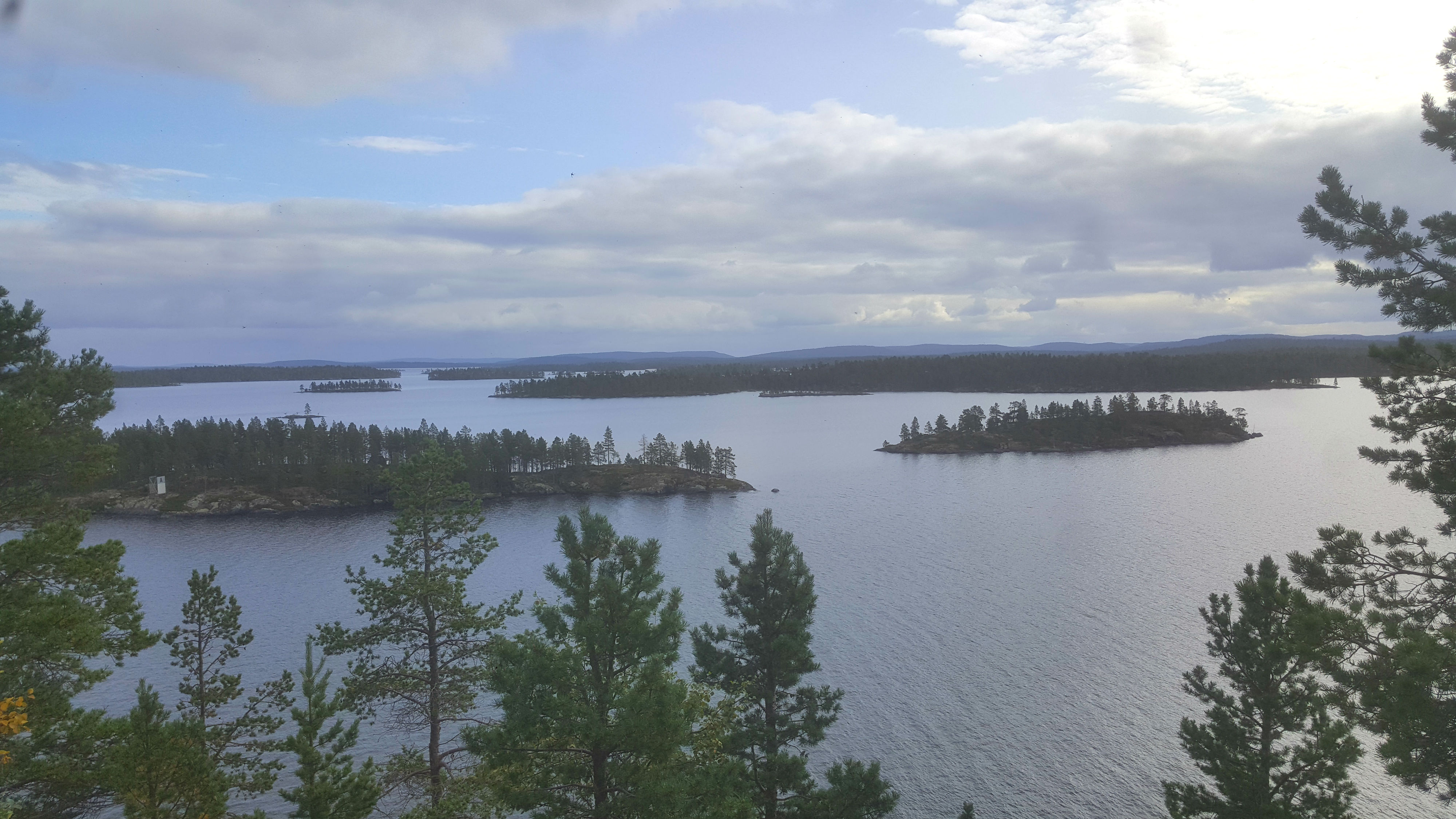
Le lac Inari vu d'Ukko.
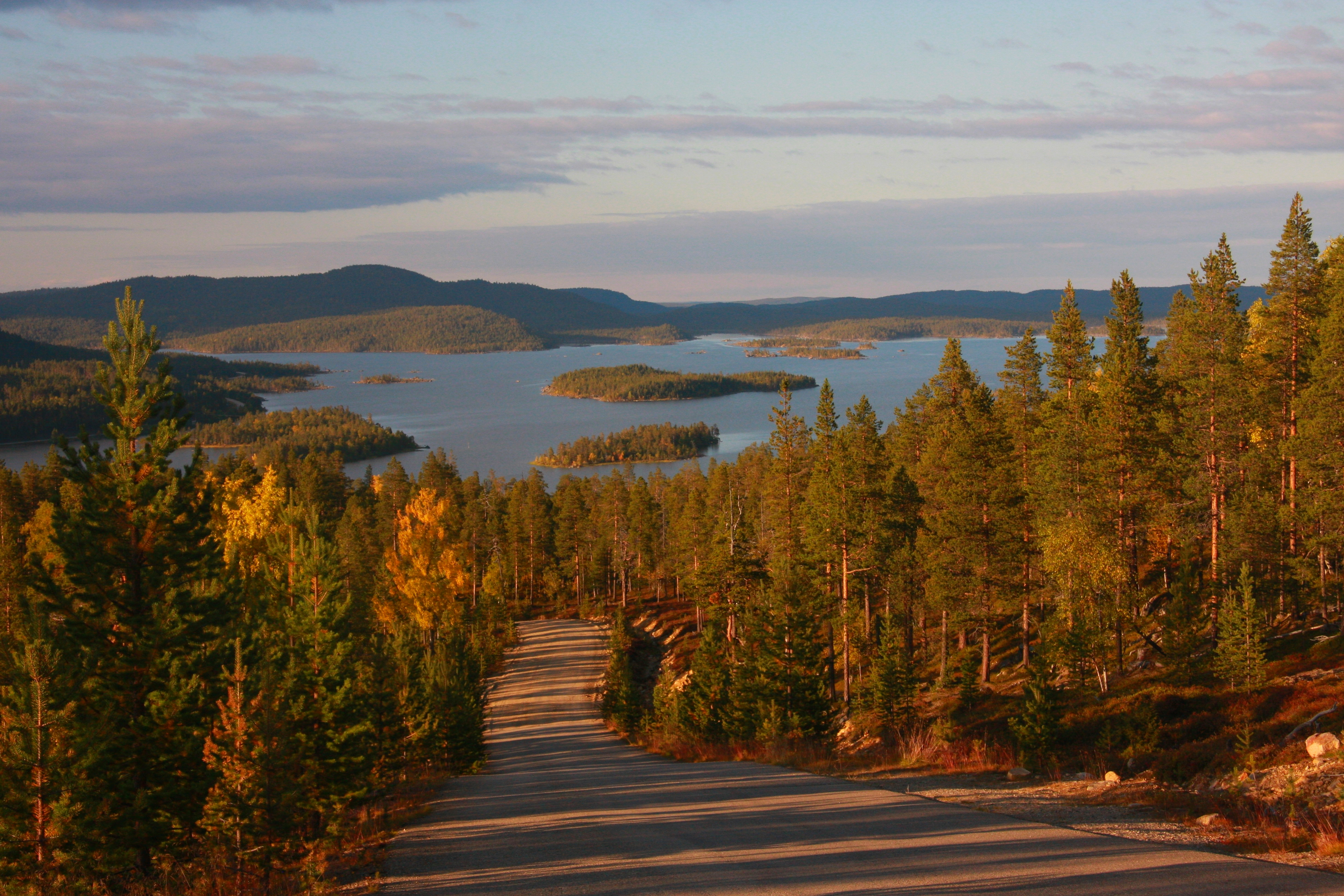
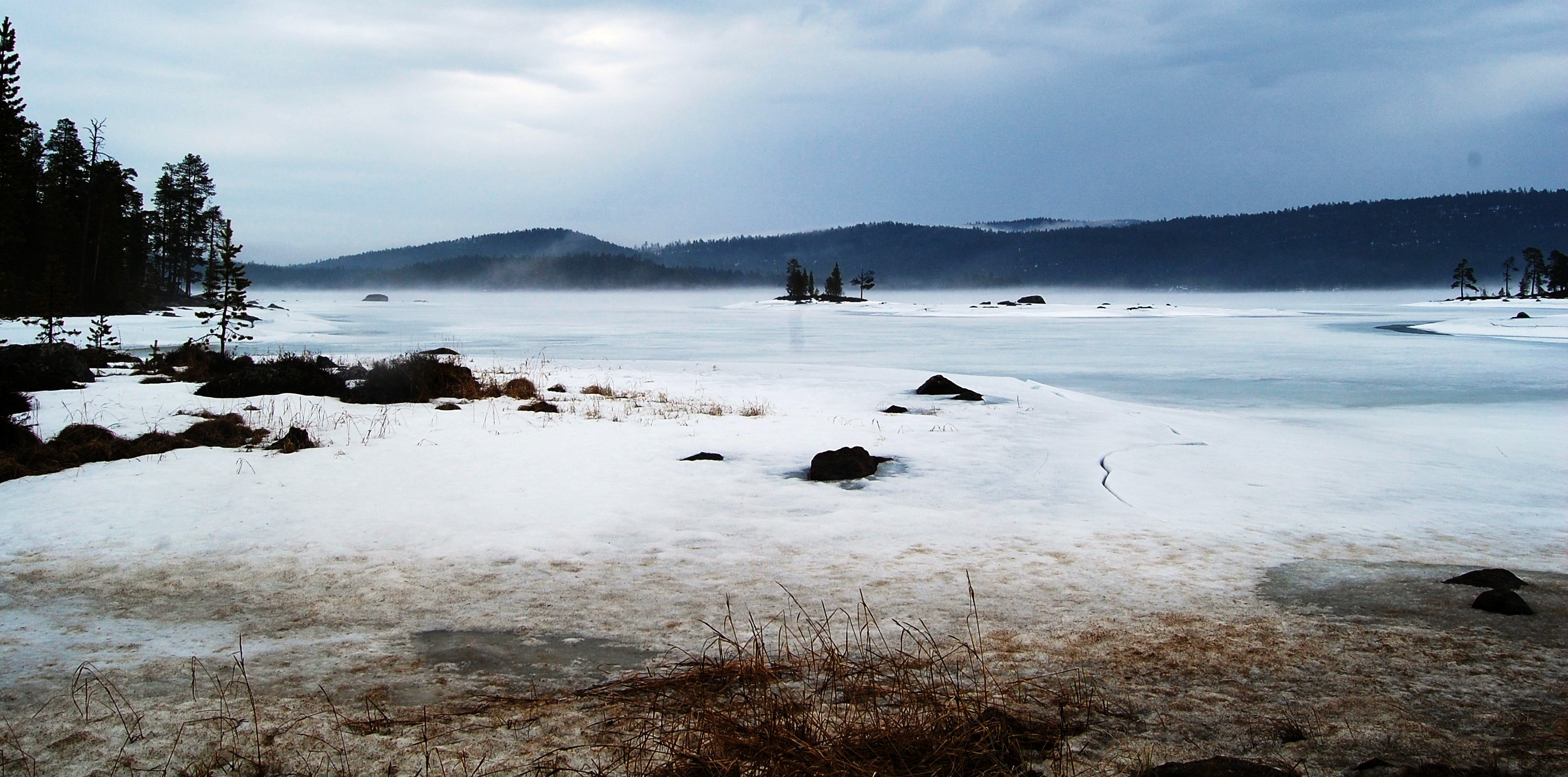
Le lac Inari gelé.